# 望星丸

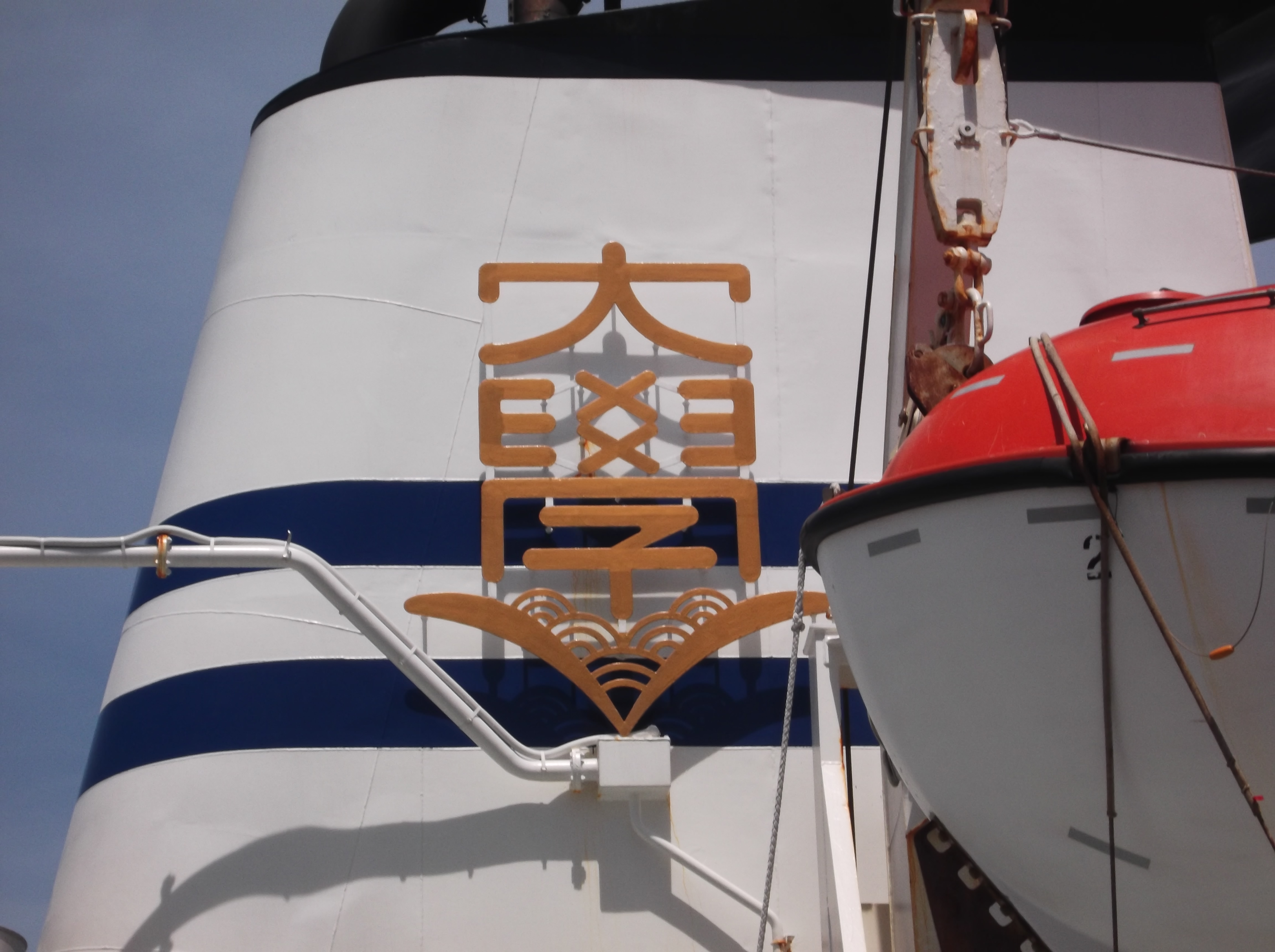
東海大学の海洋調査船・研修船望星丸の煙突マーク 20120716に横浜港で撮影

望星丸（ぼうせいまる）は、東海大学海洋学部が、海洋実習および観測に用いる海洋調査研修船である。本項目では、1993年に就航した3代目を取り扱う。

## 概要
東海大学は海洋調査船として、また東海大学丸（1962年就航）の代船として就航した東海大学丸二世（1968年就航・建学25周年記念事業）、そして望星丸 (初代)（1971年就航・建学30周年記念事業、漁業取締船東光丸 (2代) を購入し再艤装）の代船として就航した望星丸二世（1978年就航）の2隻を運用していたが、これらの後継船として1993年に三保造船所で建造されたのが本船（建学50周年記念事業）である。
船舶安全法施行規則に基づく第一種船であり、旅客船として遠洋国際航海を行う資格を有する。本船は海洋調査船として各種調査研究に従事するほか、海洋実習船として海洋学部の教育活動の場となっており、必修科目である「海洋実習」のほか、各専攻に合わせた「専門航海実習」が本船で開講されており、年間3,500名を超える学生が乗船する。
運航は委託せずに自前で行っており、船員は全て東海大学が雇用した船舶職員である。

## 設計
船体は上部からコンパス甲板、航海船橋甲板、短艇甲板、上甲板、第二甲板、下甲板の5層構造で、8つの水密区画に分割されており、また機関室と主発電機室は分離されている。水密扉は操舵室から遠隔操作が可能で、損傷時復原性を考慮した設計となっている。加えて、冬季北方海域の航海を想定して日本海事協会のID級耐氷構造を有する。
機関構成は2機1軸で、遠洋航海のための巡航能力と、研究調査のための微速航行能力を両立するため、主機および減速機、可変ピッチプロペラの操作により、高速巡航（両舷運転・高速ギア）、経済巡航（片舷運転・高速ギア）、超微速連続航行（片舷運転・低速ギア）の各モードでの運航が可能である。船内居室の快適性の向上と研究機器への影響を避けるため、主機関、減速機、主発電機は弾性支持となっており、船内の騒音・振動および水中放射雑音を低減している。

## 設備
搭載した各種観測機器により、大気、海水、波浪などの基本的な海洋観測、海底音響探査、海洋水産資源調査などを行う。観測機器の運用のため、船尾の作業甲板には各種ウィンチ、Aフレームクレーン、中折れクレーンなどが装備されている。採取した試料の分析のため、船内にはウェットラボ・ドライラボが設置されており、ワークステーションを使用した情報処理まで船上で一貫した作業が可能である。
- 精密音響測深機（PDR）
- 高精度塩分計
- 科学計量魚探
- 超音波流速計（ADCP）
- 大気・海水二酸化炭素測定装置
- サーモサリノグラフ
- 電機伝導度水温水深計
- CTDOV
- 衛星画像受画解析装置
- 自動気象観測装置
- 波浪計測装置
- 地層探査機（SBP）
- エアーガンシステム
- 磁力探査装置
- オートアナライザー

## 画像

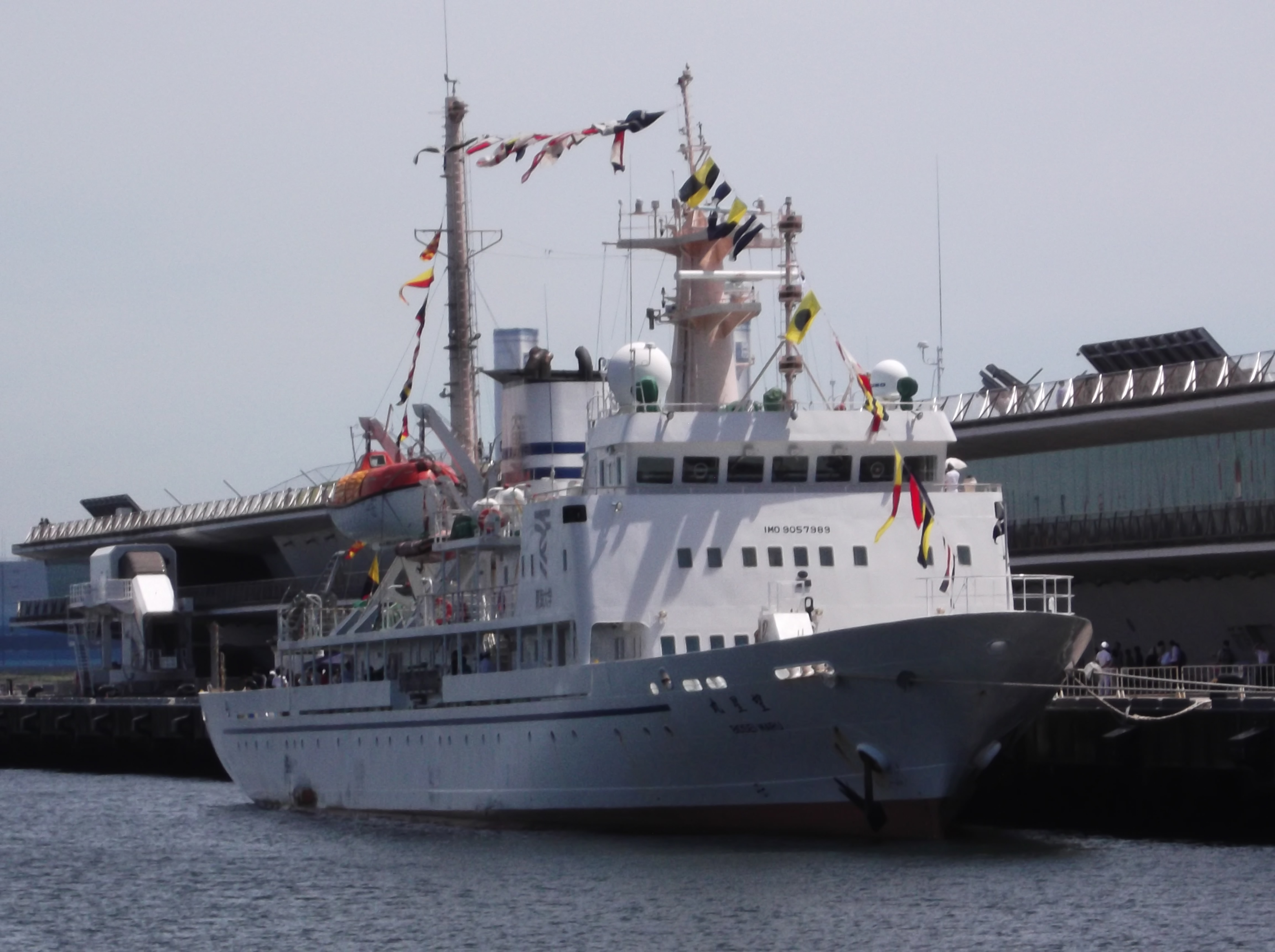
東海大学の海洋調査船・研修船望星丸を象の鼻防波堤から 20120716に横浜港で撮影
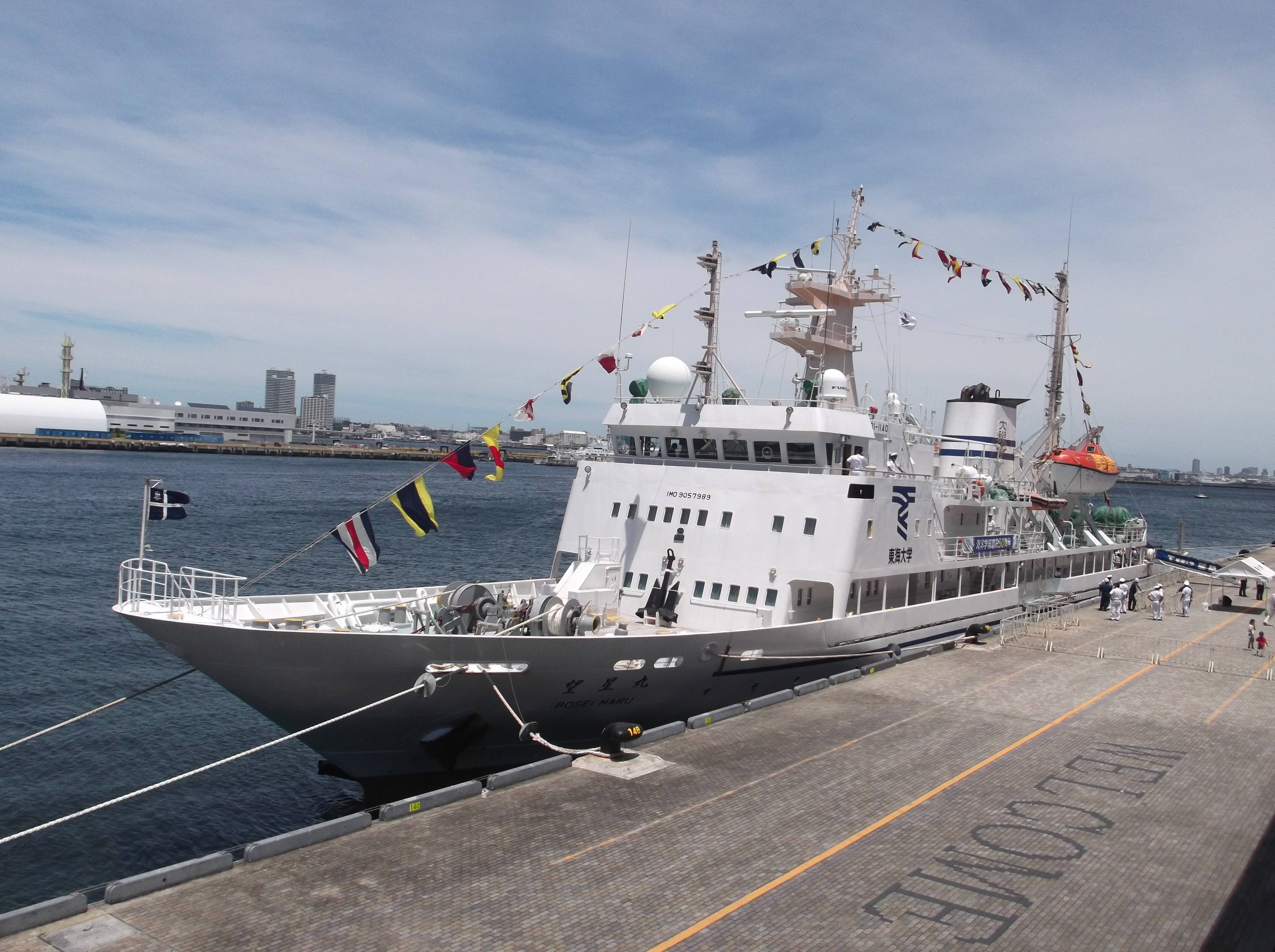
東海大学の海洋調査船・研修船望星丸、大さん橋・くじらの背中から 20120716に横浜港で撮影
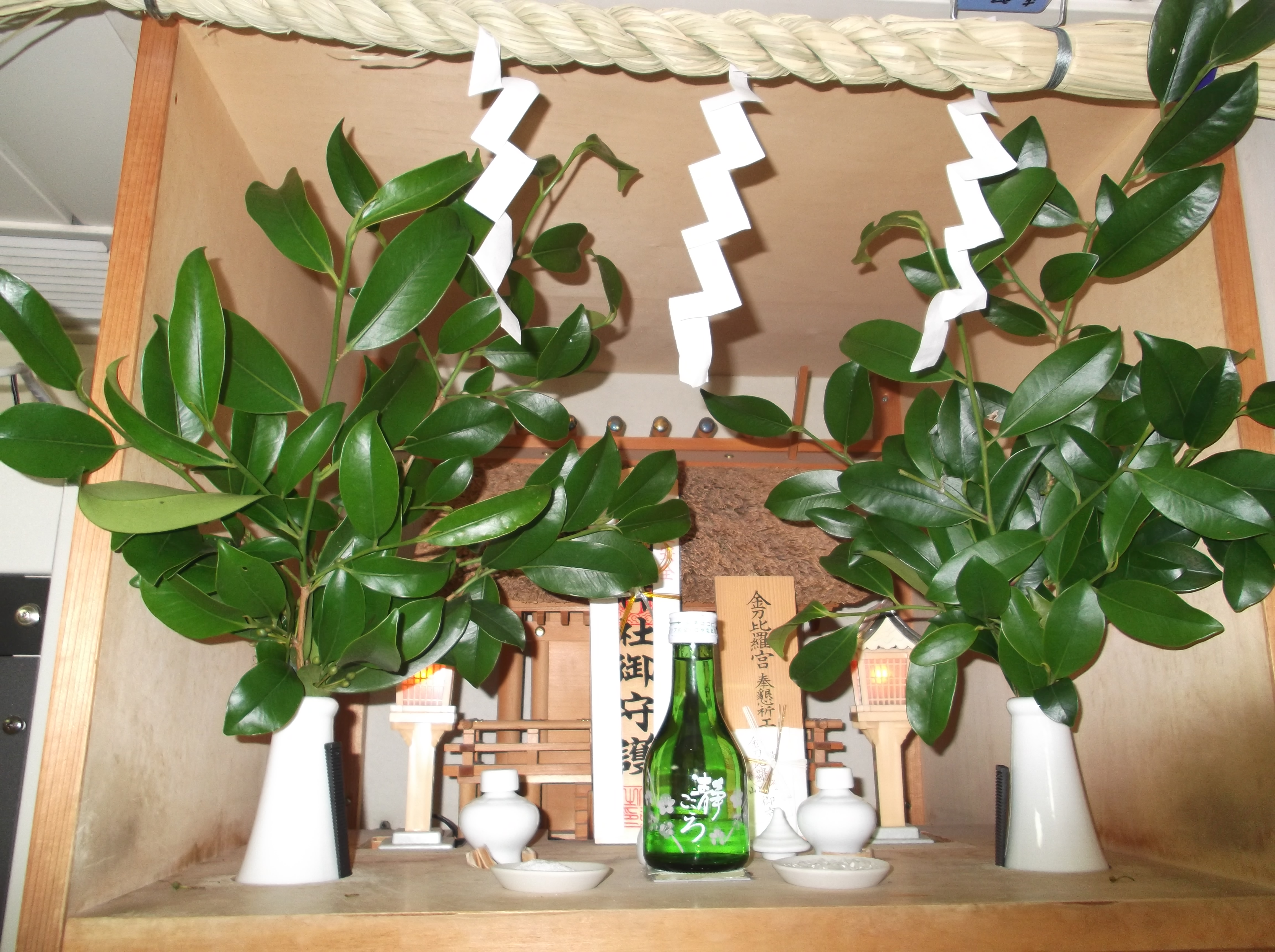
東海大学の海洋調査船・研修船望星丸の神棚 20120716に横浜港での一般公開にて撮影